# 빅 엘
러몬트 콜먼(Lamont Coleman)은 예명 빅엘(Big L, 1974년 5월 30일 ~ 1999년 2월 15일)로 알려진 미국의 언더그라운드 래퍼였다.

## 데뷔
그는 빅 대디 케인의 랩을 듣고 감동해 1990년 Three The Hard Way라는 그룹에 들어가, "The Devil's Son"이란 트랙으로 사람들에게 "Horror Core" 로 유명해지기 시작했다. 하지만 그룹은 그에게 기회를 많이 주지 않았고, 그는 랩콘테스트에서 우승하고, 배틀MC로서 이름을 날리게 된다. 잠시 쉬는동안 Ice-T의 "Rhyme S-yndicate" 팀을 만나, 멤버중 Lord Finesse와 친해져 Lord Finesse 의 라이브에 오프닝을 그에게 맡게 해주었다. Big L은 1992년 Finesse의 "Return Of The Funkyman"앨범의 싱글 "Yes You May" 의 리믹스에 참여함으로써 공식적인 데뷔를 하였다. 1992년 말, Showbiz & AG의 앨범 "Runaway Slave"에 "Represent"라는 곡에 참여함으로써 명성을 날리게 되었다. 그리하여 그는 1993년 그룹 "Diggin' In The Crates"에 들어간다.

## 성공
1995년 Big L의 데뷔앨범 "Lifestyle Of The Poor And Dangerous" 가 발매되었다. D.I.T.C.의 하드코어비트와 거친 라임 등으로 인기를 끌었다.첫 번째 싱글 컷은 DJ Kid Capri가 참여했고 인기가 많았다. 2년후 D.I.T.C.들과 Columbia레코드와 문제가 생겨 Columbia 레코드를 떠나게된다. Big L과 D.I.T.C.멤버들은 2년후 인디펜던트 싱글 "Day One','ignifies Soldiers','All Luv','The Enemy"를 발표한다. 이중 "The Enemy"는 Dj Premier의 작품인데 정말로 믿어지지 않는 정말좋은 트랙이였고 언더그라운드쪽에서 반응이 상당히 좋았다. 1997년 그는 자신의 레코드레이블 "Flamboyant"를 설립하고 뉴욕의 "Fat Beats"와 앨범 배급계약을 맺게된다. 마침내 1998년 "Ebonics / Size'em Up" 싱글을 발표하고 언더그라운드에서 성공을 하였다. 이 싱글은 Source잡지에서 그해의 "베스트 인디펜던트 앨범"으로 뽑히기도 하였다. 또한 앨범에 2Pac과 콜라보를 하여 인기가 많았다.

## 사망
1999년 24살의 나이로 할렘가에서 총살로 사망하였다.후에 그의 유작앨범' The Big Picture'이 발매되었다.

## 랩스타일
기존의 래퍼들과는 다르게 목소리 자체가 상대적으로 하이톤이며 공격적인 랩을 구사한다